# マテマティカ2
『マテマティカ2』（マテマティカツー）は、2007年4月2日から2013年3月11日までNHK教育テレビジョンで放送されていた小学校4年生から6年生向けの学校放送（教科：算数）である。

## 概要
2004年3月まで同局で放送されていた『マテマティカ』の後継番組で、同番組のコンセプトを継承しながらも演出を一新。対象学年も小学校3年生までから4年生以上に引き上げていた。また、『かんじるさんすう 1，2，3!』の終了によって小学校低学年向けの算数番組が一時消滅していた2008年度からは、本番組が小学生向けで唯一の算数番組となっていた。
『直観でわかる数学』の著者である畑村洋太郎（当時工学院大学教授・東京大学名誉教授）が監修をしており、番組構成も出演児童が課題を試行錯誤しながら解いていくそのプロセスを見せることで、視聴者の数と図形の概念の直感的理解を促すものになっていた。

## 放送時間
いずれも日本標準時。
| 期間                          | 放送時間 |
| ----------------------------- | --- |
| 2007年4月10日 - 2008年3月14日 | 火曜日・金曜日 11:15 - 11:30 金曜日は再放送、初回は2007年4月2日に月曜日19:15枠で放送。その後も2007年4月30日まで月曜日19:15で本放送を行っていた。 |
| 2008年4月10日 - 2009年3月12日 | 木曜日 09:30 - 09:45 2009年3月26日の再放送もこの時間帯で実施。                                                                                   |
| 2009年4月9日 - 2011年3月10日  | 木曜日 10:00 - 10:15 |
| 2011年4月4日 - 2012年3月12日  | 月曜日 09:45 - 10:00 |
| 2012年4月9日 - 2013年3月11日  | 月曜日 09:50 - 10:05 |

## キャラクター
イッシー人
手足が付いている石。「石田」「石井」「石野」など全員名前に「石」が付いている。体が立方体であることを利用し、目の前に現れる図形の面積を測ろうとする。長方形なら整列するだけで測れるが、平行四辺形・三角形・円などの測定は工夫しなければならない。
たまご舞踊団
外見は鶏の卵とほとんど同じ。盤上で踊りながら整列する。ただし、人数が合わないとうまく整列できない。リーダーの名前は「玉井」。
マテマシーン
計算機。番組で取り上げた計算法を実践する。力みながら計算を行い、計算結果が出るとベルをけたたましく鳴らす。

## 放映リスト
| 回 | 初回放送日    | 再放送日                                | タイトル           |
| -- | ------------- | --------------------------------------- | ------------------ |
| 1  | 2007年4月2日  | 2008年4月10日、17日、2012年4月9日、16日 | どっちが広い?      |
| 2  | 4月9日        |                                         | 三角を四角く       |
| 3  | 4月16日       |                                         | 円を四角く         |
| 4  | 4月23日       |                                         | 数の気持ち         |
| 5  | 4月30日       |                                         | 公私の別           |
| 6  | 6月26日       |                                         | 一人前になりたい   |
| 7  | 7月10日       |                                         | 大きい数の感じ方   |
| 8  | 8月21日       |                                         | おおざっぱ計算術   |
| 9  | 9月11日       |                                         | 一皮むけたら?      |
| 10 | 25日          |                                         | 立体を四角く       |
| 11 | 10月9日       |                                         | 三面図でわかる?    |
| 12 | 10月23日      |                                         | 割り算って何だ     |
| 13 | 11月6日       |                                         | くり返し引くと?    |
| 14 | 11月20日      |                                         | 分数で同じ形?      |
| 15 | 12月4日       |                                         | 切って分けると?    |
| 16 | 2008年1月8日  | 2009年1月8日                            | 0より小さく        |
| 17 | 2008年1月22日 |                                         | 数で表す           |
| 18 | 2008年2月5日  |                                         | 時速から光速まで   |
| 19 | 2008年2月19日 |                                         | 過去から未来を見る |
| 20 | 2008年3月4日  | 2013年3月4日、11日                      | 部分と全体         |

## スタッフ
データは下記の公式サイトで公開されている番組動画より。
- ナレーション：高戸靖広
- イッシー人の声：塩屋浩三、郷里大輔、私市淳
- 監修：畑村洋太郎
- タイトル：富田勉
- アニメーション：保田克史
- 作曲：清水靖晃
- 演奏：清水靖晃＆サキソフォネッツ